# Antonio Lombardo
Pour les articles homonymes, voir Lombardo.
Antonio Lombardo (Venise, v. 1458 – Ferrare, 1516) est un sculpteur de la Renaissance italienne.

## Biographie
Antonio Lombardo qui est né à Venise, est le frère de Tullio et fils de Pietro. 
La famille Lombardo a travaillé ensemble pour sculpter des tombeaux et des décorations d'église surtout à Venise.
En 1506, Antonio Lombardo s'installe à Ferrare au service du duc Alphonse Ier d'Este organisant un atelier connu comme le Studio di Marmi
Antonio Lombardo a également travaillé le bronze, et sa production comprend des sujets profanes et mythologiques, mais aussi des pièces sacrées.
Il est mort à Ferrare en 1516.

## Images

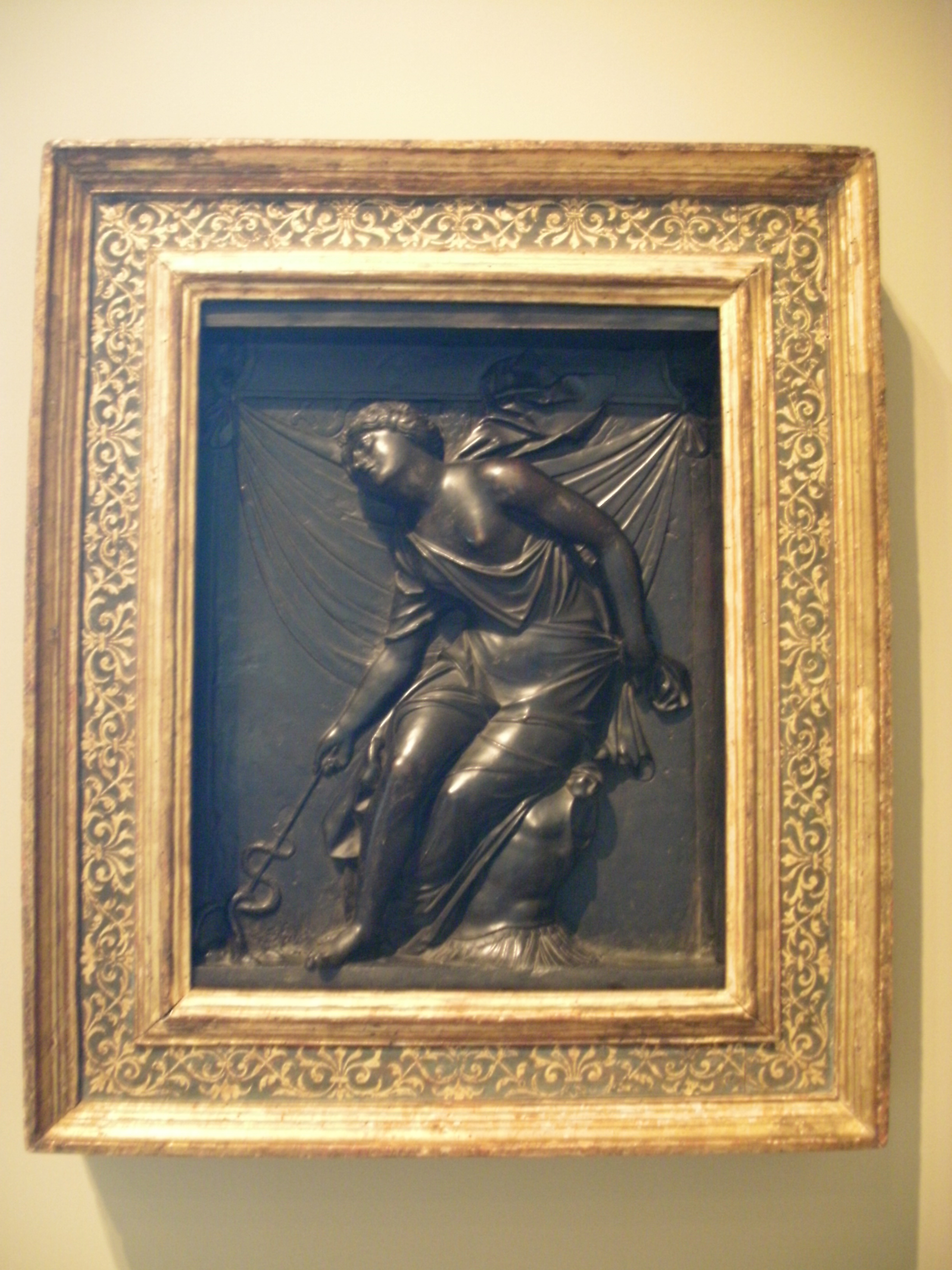
La Paix établit son Règne, bronze  V. 1512, National Gallery of Art.
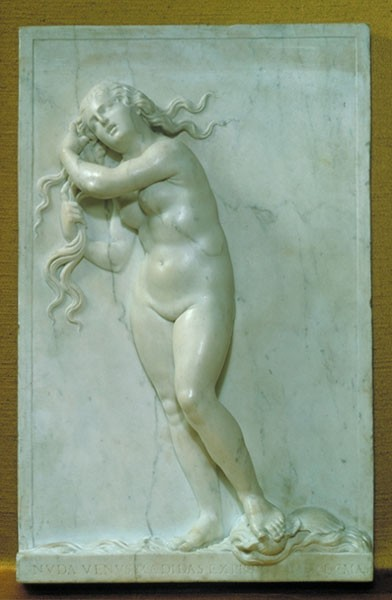
Vénus sortie des eaux v. 1516.